# Fédération des écomusées et des musées de société
La Fédération des écomusées et des musées de société, ou FEMS, est une association créée en 1989 à l’initiative de 28 écomusées fondateurs pour promouvoir le concept d’écomusée en France. Le réseau fédère des structures qui, par-delà leurs différences, placent l’humain et le territoire au cœur de leur projet et de leur démarche. Réseau unique en Europe de 180 établissement, il est aujourd’hui un organe représentatif auprès des institutions patrimoniales à but non lucratif, qui s’intéressent à l’organisation des hommes en société, aux rapports qu’ils entretiennent avec leur milieu, au développement et à l'évolution de leur territoire. 
Ces établissements adhèrent aux principes muséologiques et déontologiques de l’écomusée. L'association fédère cette communauté autour de valeurs (diversité, patrimoine(s), participation, convivialité, transmission, durabilité) et de projets communs (débats).

## Présentation et objectifs
Le réseau fédère des structures existantes plaçant l’être humain et le territoire au centre de leur projet et s’intéressant aux faits de société tels que l’évolution du monde rural, les cultures urbaines, la recomposition des territoires, le développement durable…
La FEMS œuvre à questionner la société, dans le temps et l’espace à propos d’une réalité donnée (un territoire, un mode de vie, une population, un groupe, des métiers, des savoir-faire…).
Elle s'efforce de créer les conditions de rencontre et de dialogue avec la population, les publics, les groupes socioprofessionnels, les pouvoirs publics…
Elle agit en faveur du développement solidaire, croise les regards et contribue à la réflexion collective par l’interdisciplinarité scientifique.
Le rôle de la Fédération est à la fois de représenter ses membres auprès des partenaires institutionnels et financiers, et de leur apporter un soutien technique et logistique au travers de conseils, d’expertises et de formations personnalisées. 
La FEMS est, depuis 2009, partenaire de l’État dans le déploiement de la marque Qualité Tourisme pour les lieux de visite. Elle accompagne les établissements culturels dans le développement de leurs services et l’amélioration de leur qualité d’accueil.

## Composition du réseau

Logo.

Le siège de la fédération est hébergé dans la Tour du Roy René au Mucem à Marseille.
La fédération compte :
- 119 adhérents soit 169 structures (en 2017).
- 75 % d'établissements de droit public.
- 25 % d'établissements associatifs.
- 60 % des adhérents ont le label Musée de France.